# Выборы губернатора Свердловской области (2017)
Выборы губернатора Свердловской области — четвёртые по счёту выборы губернатора в данном регионе, состоялись 10 сентября 2017 года в единый день голосования. Предыдущие выборы главы региона прошли в 2003 году.
На 1 января 2017 года в Свердловской области было зарегистрировано 3 401 194 избирателей.
Председатель областной избирательной комиссии — Валерий Чайников.

## Предшествующие события
17 апреля 2017 года действующий губернатор Свердловской области — Евгений Куйвашев, по собственному желанию ушёл с поста. В тот же день, по указу президента назначен ВРИО губернатора до выборов 10 сентября.
27 апреля стало известно, что полпред президента по Уральскому федеральному округу Игорь Холманских призвал одного из кандидатов — Евгения Ройзмана — отказаться от участия в выборах.

### Ключевые даты
- 6 июня 2017 года Законодательное собрание Свердловской области официально назначило выборы на 10 сентября 2017 года (единый день голосования)[5].
  - 7 июня опубликован расчёт числа подписей, необходимых для регистрации кандидата[6].
- с 7 июня по 21 июля — выдвижение кандидатов (не ранее чем за 75 дней до дня голосования)[7].
  - агитационный период начинается со дня выдвижения кандидата и прекращается за одни сутки до дня голосования[7].
- с 16 по 26 июля — представление документов для регистрации кандидатов, к заявлениям должны прилагаться листы с подписями муниципальных депутатов[7].
- с 12 августа — агитация в СМИ[7]
- 9 сентября — день тишины.
- 10 сентября — день голосования.

## Выдвижение и регистрации кандидатов
В Свердловской области кандидаты выдвигаются только политическими партиями, имеющими право участвовать в выборах. Самовыдвижение не допускается.
Каждый кандидат при регистрации должен представить список из трёх человек, один из которых, в случае избрания кандидата, станет представителем правительства региона в Совете Федерации.

### Муниципальный фильтр
В Свердловской области кандидаты должны собрать подписи 7,9 % муниципальных депутатов и глав муниципальных образований. Среди них должны быть подписи депутатов районных и городских советов и (или) глав районов и городских округов в количестве 7,9 % от их общего числа. Кроме того, кандидат должен получить подписи не менее чем в трёх четвертях районов и городских округов. По расчёту избиркома, каждый кандидат должен собрать от 126 до 132 подписей депутатов всех уровней и глав муниципальных образований, из которых от 108 до 113 — депутатов райсоветов и советов городских округов и глав районов и городских округов не менее чем 55 районов и городских округов области.

## Кандидаты
17 апреля глава Екатеринбурга Евгений Ройзман объявил о своём намерении побороться за губернаторский пост. 16 мая было анонсировано, что баллотироваться он будет от партии «Яблоко». 18 июля 2017 года Ройзман заявил о снятии своей кандидатуры с выборов губернатора, так как не прошёл муниципальный фильтр.
| Кандидат           | Должность (на момент выдвижения)                                                                                                | Партия выдвижения       | Статус                                                             | Кандидаты в Совет Федерации                                                              |
| ------------------ | --- | ----------------------- | ------------------------------------------------------------------ | ---------------------------------------------------------------------------------------- |
| Иван Волков        | управляющий партнёр юридической фирмы «ЮРЛИГА-БИЗНЕС»                                                                           | РОС                     | отказано в регистрации (не преодолел муниципальный фильтр)         |                                                                                          |
| Дмитрий Ионин      | депутат, зампредседателя комитета Законодательного собрания Свердловской области по развитию инфраструктуры и жилищной политике | Справедливая Россия     | зарегистрирован                                                    | Бурков Александр Леонидович, Добротин Василий Евгеньевич, Мартюшев Леонид Владимирович   |
| Константин Киселёв | советник по научным вопросам председателя совета регионального отделения, депутат Екатеринбургской городской думы               | Зелёные                 | зарегистрирован                                                    | Борзенков Илья Александрович, Глазырин Алексей Владимирович, Закс Лев Абрамович          |
| Виктор Костромин   | председатель Общероссийской общественной организации «Центр противодействия коррупции в органах государственной власти»         | Народ против коррупции  | отказано в регистрации (не представлены документы для регистрации) |                                                                                          |
| Олеся Красномовец  | индивидуальный предприниматель                                                                                                  | Патриоты России         | отказано в регистрации (не представлены документы для регистрации) |                                                                                          |
| Евгений Куйвашев   | врио губернатора Свердловской области                                                                                           | Единая Россия           | зарегистрирован                                                    | Эдуард Россель, Виктор Шептий и Жанна Рябцева                                            |
| Алексей Парфенов   | управляющий директор ПАО «Плюс Банк»                                                                                            | КПРФ                    | зарегистрирован                                                    | Беляев Олег Валентинович, Ладыгин Александр Владимирович, Потанин Владислав Владимирович |
| Евгений Ройзман    | глава Екатеринбурга — председатель Екатеринбургской городской думы                                                              | Яблоко                  | отказано в регистрации (не представлены документы для регистрации) |                                                                                          |
| Дмитрий Сергин     | консультант гендиректора АО «Управляющая компания „Стандарт“», депутат Екатеринбургской городской думы                          | Партия пенсионеров      | зарегистрирован                                                    | Ворожцов Владимир Петрович, Зяблицев Евгений Геннадьевич, Кислых Александр Владимирович  |
| Олег Сотников      | временно неработающий | Партия ветеранов России | отказано в регистрации (не представлены документы для регистрации) |                                                                                          |
| Игорь Торощин      | депутат, член комитета Госдумы по экономической политике, промышленности, инновационному развитию и предпринимательству         | ЛДПР                    | зарегистрирован                                                    | Гусев Антон Александрович, Коркин Александр Викторович, Шилков Данил Евгеньевич          |

## Социологические исследования
| Опрос                           | Явка   | Куйвашев | Ионин  | Парфёнов | Торощин | Сергин | Киселёв | Испорчу бюллетень | Не пойду на выборы | Затруднились ответить |
| ------------------------------- | ------ | -------- | ------ | -------- | ------- | ------ | ------- | ----------------- | ------------------ | --------------------- |
| ФОМ, 22 июня-3 июля 2017        | 45 %   | 35 %     | 3 %    | 3 %      | 3 %     | 1 %    | 0 %     | -                 | -                  | -                     |
| ФОМ, 10-21 августа 2017         | 41 %   | 40 %     | 3 %    | 3 %      | 3 %     | 1 %    | 1 %     | 3 %               | 18 %               | 28 %                  |
| ФОМ Прогноз, 10-21 августа 2017 | 36,6 % | 60,9 %   | 12,4 % | 10,8 %   | 6,4 %   | 3,1 %  | 2,1 %   | 4,3 %             | -                  | -                     |

## Итоги выборов

Карта явки на выборы.

| Место                       | Место                       | Кандидат                    | Партия                      | Голосов   | %       |
| --------------------------- | --------------------------- | --------------------------- | --------------------------- | --------- | ------- |
|                             | 1.                          | Евгений Куйвашев            | Единая Россия               | 788 942   | 62,16 % |
|                             | 2.                          | Алексей Парфенов            | КПРФ                        | 147 751   | 11,64 % |
|                             | 3.                          | Дмитрий Ионин               | Справедливая Россия         | 114 935   | 9,06 %  |
|                             | 4.                          | Игорь Торощин               | ЛДПР                        | 68 600    | 5,40 %  |
|                             | 5.                          | Константин Киселёв          | Зелёные                     | 58 649    | 4,62 %  |
|                             | 6.                          | Дмитрий Сергин              | Партия пенсионеров          | 50 628    | 3,99 %  |
| Недействительных бюллетеней | Недействительных бюллетеней | Недействительных бюллетеней | Недействительных бюллетеней | 39 705    | 3,13 %  |
| Всего                       | Всего                       | Всего                       | Всего                       | 1 269 210 | 100 %   |
|                             |                             |                             |                             |           |         |
| Действительных бюллетеней   | Действительных бюллетеней   | Действительных бюллетеней   | Действительных бюллетеней   | 1 229 505 | 96,87 % |
| Явка                        | Явка                        | Явка                        | Явка                        | 1 269 210 | 37,31 % |
| Общее число избирателей     | Общее число избирателей     | Общее число избирателей     | Общее число избирателей     | 3 401 744 |         |